# 행복배틀
《행복배틀》은 2023년 5월 31일부터 2023년 7월 20일까지 방영된 ENA 수목드라마다.

## 기획의도
더 행복할 필요 없는 사람들의 행복 배틀 경쟁이 시작되는 순간, 끝까지 가야 했다! SNS에서 치열하게 행복을 겨루던 엄마들 중 한 명이 의문투성이인 채 사망하고, 비밀을 감추려는 이와 밝히려는 이의 싸움을 그린 서스펜스 스릴러

## 제작진

### 제작사
- HB엔터테인먼트

### 극본
- 주영하 : 도서 《행복배틀》(집필) 집필

### 연출
- 김윤철 : MBC 월화 드라마 《질투》(조연출), MBC 월화 드라마 《마지막 승부》(조연출), MBC 월화 드라마 《사랑을 그대 품안에》(조연출), MBC 일요 아침 드라마 《짝》(연출), MBC TV 《MBC 베스트극장 - 늪》(연출), MBC 수목 드라마 《내 이름은 김삼순》(연출), MBC 주말 특별 기획 드라마 《케 세라 세라》(연출), MBC 일요 드라마 극장 《주부 김광자의 제 3활동》(연출), JTBC 월화 드라마 《우리가 결혼할 수 있을까》(연출), JTBC 월화 드라마 《우리가 사랑할 수 있을까》(연출), JTBC 금토 드라마 《마담 앙트완》(연출), JTBC 금토 드라마 《품위있는 그녀》(연출), TV조선 토요 드라마 《마녀는 살아있다》(연출) 연출

## 등장인물
- (†) 표시는 드라마 상에서 최종적으로 사망한 인물이다.

### 주요인물
- 이엘 : 장미호 역 - 은행 디지털사업부 SNS 마케팅팀 대리, 이성적이고 합리적인 성격의 개인주의자. 내면의 쓸쓸함이 있다. 민폐 끼치는 것을 싫어하며 주변 사람들과 적당한 거리를 유지한 채 깊은 관계를 만들지 않는다. 어린 시절의 상처로 사람들과 관계 맺기를 두려워하기 때문이다. 의도치 않게 헤리니티 엄마들 중 한 명의 죽음과 연관되어, 그 진실을 추적하기 위해 엄마들의 세계로 뛰어든다.

- 진서연 : 송정아 역 - 뷰티 기능 식품 업체 '이너스피릿'의 설립자이자 대표이사, 시원시원하고 화끈한 성격의 여장부로 자기 주장이 강하고 사람들을 주도하는 데 익숙하다. 회사는 물론 엄마들 커뮤니티 안에서도 대표를 맡고 있지만, 주변에 믿고 의지할 사람이 하나 없다. 연하 남편과 아들, 철없는 세명의 남동생들까지 책임져야 할 사람들만 많기에 누구에게도 털어놓을 수 없는 외로움과 홀로 싸운다.

- 차예련 : 김나영 역 - 남편만 바라보고 사는 전업주부, 모든 선택의 기준이 남편이다. 무슨 일이 생기면 남편에게 가장 먼저 알리고, 남편이 하라는 대로 한다. 시랑스러운 외모와 어리숙한 성격으로 포장하고 있지만 사실 예민하고 신경질적이다. 그래서 마음 속 깊이 대장부 정아, 슈퍼맘 유진을 부러워한다. 혼자서 할 줄 아는 일이 하나도 없기에 자존감도 낮다.

- 박효주 : 오유진 역 (†) (1회 ~ 2회 후 과거 모습으로 출연) - 완벽한 행복을 전시하며 모두에게 부러움을 사는 전업주부이자 인플루언서, 아내로서의 내조도, 엄마로서의 서포트도 완벽하게 해내며 '슈퍼맘'이라 불린다. 완벽한 가정을 이룬 것처럼 보이길 원하며 끊임없이 행복을 전시하고 과시한다. 엄마들 사이의 '행복배틀'에 불씨를 지피는 인물. 우아한 말투와 청초한 미소 뒤로, 아무에게도 말하지 않은 비밀을 숨기고 있다. 도준의 아내.

- 우정원 : 황지예 역 - 은행 지점 VIP 창구 차장, 평범한 은행원으로 하이프레스티지 아파트에 입성, 엄마들 커뮤니티에 속하지 못하고 겉돈다. 워킹맘으로서 자부심도 있지만 금수저로 태어나 고생 한 번 하지 않고 많은 것들을 누리는 다른 엄마들에게 질투와 열등감을 느낀다. 하지만 세상 그 누구보다 사랑하는 딸 소원을 지키기 위해서라면 못 할 짓이 없다.

### 유진의 주변인물
- 이규한 : 강도준 역 - 죽은 유진의 남편, 치과 의사. 잘생긴 외모, 다정하고 자상한 성격, 부유한 집안까지. 돈과 명예를 모두 가진 전형적인 엄친아. 유진이 원하는 이상적인 남편이자 아빠의 모습에 완벽히 부합하는 인물이다.

### 미호의 주변인물
- 손우현 : 이진섭 역 - 은행 디지털사업부 SNS 마케팅팀 주임, 미호의 부사수. 남다른 친화력의 소유자로 주위 사람들에게 관심이 많다. 아직까지 미호에 대한 마음은 이성적 관심과 인간적 관심의 경계선상 어딘가쯤. 미호를 쫓아다니다가 그녀와 함께 의문의 죽음에 얽힌 진실을 파헤치게 된다.

- 문희경 : 임강숙 역 - 미호의 어머니, 자신이 절대적으로 옳다고 믿는 신념의 소유자로 엄격하고 금욕적이다. 미호를 보호하고 옳은 길로 이끈다는 명분을 내세우지만, 실은 미호를 완벽하게 통제하고 싶어한다.

### 나영의 주변인물
- 김영훈 : 이태호 역 - 나영의 남편, 법무법인 불휘의 변호사. 잘생긴 외모에 매력적인 말솜씨, 어딘가 모르게 야성적인 면모를 가졌다. 겉은 번지르르하지만 허영심이 많아 돈 많은 처가를 보고 나영과 덥석 결혼했다. 여자를 좋아해 숨 쉬듯 플러팅을 한다. 모름지기 남자라면 바람 정도야 피울 수 있는 거라고 생각한다.

### 정아의 주변인물
- 이제연 : 정수빈 역 - 정아의 남편, '이너스피릿' 사장. 마음이 여리고 약하며, 모든 행동이 어설프다. 하지만 아내인 정아를 진심으로 사랑하고 그녀에게 도움이 되고 싶어한다.

### 그 외 인물
- 차희 : 이소민 역

- 김하언 : 정민성 역 - 정수빈과 송정아의 아들.

- 한서희 : 이아린 역 - 이태호와 김나영의 딸.

- 노하연 : 강지율 역 - 강도준과 오유진의 장녀.

- 허율 : 강하율 역 - 강지율의 여동생, 강도준과 오유진의 차녀.

- 미상 : 은행원 남편 역

- 김서아 : 황소원 역 - 황지예의 딸.

- 남명렬 : 강봉석 역

- 미상 : 오유진의 집에서 일하는 이모 역

- 미상 : 팀장 역

- 김희재 : 조아라 역

- 박나은 : 백성희 역

- 미상 : 도우미 역

- 류승무 : 공창현 역

- 서벽준 : 송정식 역

- 유현종 : 한준경 역

- 이상숙 : 심혜정 역

- 서이라 : 심주아 역 - 오유진의 딸

- 김중돈 : 배창훈 역

### 특별출연
- 이상훈 : 유치원 발표회 사회자 역 (2회)

- 엄효섭 : 오유진 아버지 역 (3회, 6회)

- 배슬기 : 임다은 역 (6회 ~ 8회)

## 시청률
최저 시청률과 최고 시청률은 시청률 조사회사와 지역별로 시청률에 차이가 있을 수 있습니다.
| 2023년 | 2023년   | 2023년         | 2023년       | 2023년 |
| 회차   | 방송일   | 닐슨 시청률    | 닐슨 시청률  |        |
| 회차   | 방송일   | 대한민국(전국) | 서울(수도권) |        |
| ------ | -------- | -------------- | ------------ | ------ |
| 제1회  | 5월 31일 | 0.701%         | -            |        |
| 제2회  | 6월 1일  | 0.927%         | 1.104%       |        |
| 제3회  | 6월 7일  | 0.821%         | -            |        |
| 제4회  | 6월 8일  | 1.171%         | 1.616%       |        |
| 제5회  | 6월 14일 | 1.356%         | 1.599%       |        |
| 제6회  | 6월 15일 | 2.011%         | 2.647%       |        |
| 제7회  | 6월 21일 | 1.701%         | 1.973%       |        |
| 제8회  | 6월 22일 | 1.710%         | 1.850%       |        |
| 제9회  | 6월 28일 | 1.979%         | 2.333%       |        |
| 제10회 | 6월 29일 | 2.254%         | 2.734%       |        |
| 제11회 | 7월 5일  | 1.944%         | 2.437%       |        |
| 제12회 | 7월 6일  | 2.284%         | 2.622%       |        |
| 제13회 | 7월 12일 | 1.989%         | 2.218%       |        |
| 제14회 | 7월 13일 | 2.770%         | 3.304%       |        |
| 제15회 | 7월 19일 | 2.064%         | 2.512%       |        |
| 제16회 | 7월 20일 | 2.622%         | 3.342%       |        |